# Club Atlético Unión (General Pinedo)
La Asociación Civil Club Atlético Unión es una institución deportiva de General Pinedo, provincia del Chaco, Argentina. Está ubicada en el centro de la ciudad, en calle 8 entre 1 y 3, y fue fundada el 15 de febrero de 1921, a partir de la fusión de los equipos Unión y Matienzo, motivo por el que en sus inicios se lo conoció como Unión Matienzo. El club forma parte de la Liga del Sudoeste, donde disputa partidos oficiales de fútbol.
En 1984 participó del Torneo Nacional de fútbol, en el cual enfrentó en dos oportunidades a San Lorenzo, ante el que logró un histórico empate en condición de visitante en el estadio de Atlanta; los partidos de local sin embargo los disputaba en el estadio de Chaco For Ever, en Resistencia, a 300 km de su sede.
Tras esa participación inició un declive que llegó hasta su desafiliación de la liga regional de fútbol. En 2013 se inició un proceso de reorganización de la institución.

## Historia
El 20 de noviembre de 1979, bajo la presidencia de Humberto García (empresario de la construcción de Resistencia pero nativo de General Pinedo) se realizó la inauguración del moderno estadio, con un evento que tuvo significativa convocatoria. Ese día hubo un amistoso entre el local (reforzado con jugadores de la liga local) y el Club Atlético Boca Juniors con sus figuras de entonces. El partido concluyó con la victoria del equipo porteño, 6 a 0.
Para el Torneo Nacional 1984, el Consejo Federal programó el Torneo Regional, que se jugó en 6 grupos respetando zonas geográficas. La liga del Noroeste chaqueño realizó un campeonato llamado "Selectivo", el ganador del mismo accedería a participar en una de las sub-zonas de los seis grupos regionales. Unión de General Pinedo ganó el selectivo y se sumó a la sub-zona "A" del grupo 5.
Al ganar la Sub-zona "A" del Grupo 5, Unión de General Pinedo pasó a jugar la final, enfrentando en partidos ida y vuelta al Club Atlético Boca Unidos; el partido de visitante lo empataron 0-0, mientras que de local, Unión ganó 4-3. Clasificó al torneo Nacional, después de ganar el Regional donde dejó en el camino a equipos como Sportivo Patria de Formosa, Guaraní Antonio Franco de Misiones y el mencionado Boca Unidos.
En la zona que le tocó disputar, sacó cinco empates y sólo una derrota, 2 a 1 como local recibiendo a San Lorenzo, en cancha de For Ever en Resistencia. Unión de General Pinedo no clasificó a la siguiente ronda por diferencia de goles. A pesar de eso, su participación fue digna y merecedora de los elogios a nivel nacional.
Luego de esta destacada actuación el Club vuelve a su participación en la liga local, unos años más hasta principios de los 90 donde, debido a factores económicos-sociales, el club dejó de participar en los torneos locales hasta su desafiliación.
A esto siguió una etapa de abandono del club, lo que ocasionó una paulatina destrucción de su infraestructura. El 7 de septiembre de 2010 Orlando Bravo, Susana Echarri, Santiago Javier Sánchez y Rolando Rubén Pelaye dieron a conocer la resolución expedida por Personería Jurídica de la Provincia que los habilita para reorganizar la Institución Deportiva. El 2 de enero de 2013, reunidos en la Sociedad Rural de General Pinedo, se celebró una Asamblea General Ordinaria, de la cual surgió la nueva Comisión Directiva del Club Atlético Unión.